# شناساگر (ریاضیات)
در ریاضیات یک شناساگر یک تابع از X (فضای ویژگی‌ها) به Y (پرچسب‌ها) است. شناساگرها هم می‌توانند ثابت باشند و هم یادگیرنده باشند. شناساگرهای یادگیرنده شناساگرهایی هستند که تناظر آنها از X به Y با افزایش داده‌های یادگیری بهبود می‌یابد. شناساگرهای یادگیرنده به دو دسته راهنمایی‌شونده و بدون راهنمایی تقسیم می‌شوند.
شناساگرها انواع زیادی دارند:
- k امین نزدیک‌ترین همسایه (KNN)
- شبکه‌های عصبی
- ماشین‌های بردار-پشتیبان
- درخت تصمیم